# 장뱅상 플라세
장뱅상 플라세(프랑스어: Jean-Vincent Placé, 1968년 3월 12일 ~ )는 한국계 프랑스인 정치인으로, 전 프랑스의 장관이다.

## 유년 시절
장뱅상 플라세는 대한민국 서울특별시에서 한국인으로 태어나, 친부모로부터 버림받고 보육원에서 권오복(權五福)이라는 이름으로 자라다가 7세 때 프랑스인 가정에 입양된다. 노르망디에서 양부모, 형제자매와 함께 즐거운 유년시절을 보냈다. 그의 양아버지 직업은 변호사였다.

## 정치 경력

### 녹색당과의 관계
경제학과 금융법을 전공한 그는 금융회계사로 사회생활을 시작한다. 이후 8년간 좌파 의회대표 보좌관을 지낸 후, 미셸 크레포(Michel Crépeau) 내각 대표, 라 로쉘(La Rochelle)의 급진좌파(Parti radical de gauche|radical de gauche) 대표 및 시장, 그리고 의회에서 급진시민녹색당(Radical-citoyen-vert)의 대표로 일하고 있다. 장뱅상 플라세는 급진좌파(Parti radical de gauche)에서 탈당한 후 2001년 미셸 크레포의 사망과 함께 프랑스 유럽 생태 녹색당(Les Verts)에 동참하게 된다.
그는 일-드-프랑스(Île-de-France) 지역 녹색당 행정사무국의 당원으로서 2002년부터 2004년까지 선거대표로 출마하였다. 그는 2004년 프랑스 지역선거에서 일-드-프랑스 지역 녹색당의 자유후보 리스트를 지지하였으나 2003년 11월 전국총회(l'assemblée générale régionale)에서 이와 같은 제안은 기각되었다. 그럼에도 불구하고 장뱅상 플라세는 녹색당-사회당(Parti socialiste (France)|PS)의 지역협의에 참여하는 대표적인 협상자 중 하나이다.
2004년 4월 그는 지역고문(conseiller régional)으로 선출되었고 일-드-프랑스 지역고문 녹색당 대표가 되었다. 2005년 이래로 그는 유럽연합의 지역위원회(comité des régions, CDR)에서 일-드-프랑스 지역 대표위원으로 활동하고 있다. 2009년, 그는 "교육분야의 유럽내 협력을 위한 대책 분과"의 대변인으로 임명되었다.
오늘날, 플라세는 "ENVE(환경, 기후변화, 에너지)" 위원회와 "CIVEX(시민, 정부, 기관 및 외부업무)" 위원회의 위원으로 활동하고 있다.

### 환경 정책 활동
2007년 프랑스 대선에서는 2006년 보르도 녹색당 의회에서 선언한 정치참여 방향에 따라 사회당측에서 에소넬(Essonnel) 선거5구에서 녹색당을 지원하겠다고 약속했음에도 불구하고 사회당과 녹색당의 협의제안을 거절하는 데에 일조하였다. 당시 본 선거5구는 제2차 대선시 세골렌 루아얄의 지지도가 가장 높은 선거구였다.
2008년 6월 30일, 그는 유럽 최초의 생물다양성을 위한 기관인 "나튀르파리프(Natureparif)"라는 일-드-프랑스 지역의 자연 및 생물다양성을 위한 지역기관의 대표가 되었다.
2009년 6월, 그는 유럽 에콜로지(Europe Écologie) 행정사무국의 위원으로 활동하기 시작했다. 그는 파스칼 뒤랑(Pascal Durand)과 함께 유럽 에콜로지의 대변인 및 국가대표이다.
2009년 유럽의회 선거에서 그의 녹색당에 좋은 선거 성적을 거두자 2010년 프랑스 지역선거 1차투표에서 자유후보 리스트 도입을 다시 한번 지지하게 된다.
2010년 3월 26일, 그는 일-드-프랑스 지역의 교통부문 부시장으로 선출되었다.
2011년 12월 23일, 그는 녹색당 상원 원내대표가 됐다.
2016년 2월, 프랑스 국가개혁담당 장관이 됐다.

## 사건사고
2018년 4월 4일 나이트클럽에서 직원에게 "마그레브로 돌아가라"며 인종차별적 욕설을 하고 난동을 부리다 출동한 경찰을 모욕한 혐의로 체포 후 기소되어 1천 유로의 벌금과 3개월의 집행 유예를 선고받았다. 이후 그는 알코올 중독과 사건에 관한 논란을 이유로 민주환경연합 대표직을 사퇴하였다. 2021년에는 성추행으로 벌금 5천 유로를 선고받았다.

## 같이 보기
- 플뢰르 펠르랭
- 조아킴 손포르제
- 프랑수아 올랑드